# François Gravé Du Pont
François Gravé, sieur du Pont, también llamado Dupont-Gravé, Gravé Le Pout o Pont-Gravé (Saint-Malo, ca. 1554/1560-en el mar, en Inglaterra o en Francia, probablemente en Honfleur, en 1629 o poco después), fue un experimentado navegante ("capitán de marina") y comerciante francés, recordado por haber participado en muchas travesías del Atlántico para comerciar con pieles y por haber participado en las empresas de colonización y exploración en la Nueva Francia de  Aymar de Chaste, de Pierre Dugua de Mons y de Guillaume de Caen. Dado que Gravé fue un comerciante querido por los amerindios, jugó un papel importante en los primeras días de la colonización.
Sin duda, fue uno de los marinos que más veces hizo la travesía del Atlántico en esa época. Champlain no pudo encontrar un guía más experimentado y mentor, desde 1603, en el Atlántico Norte y en el golfo y el río San Lorenzo.

## Biografía

### Primeros años
François Gravé nació en Saint-Malo en 1560, siendo bautizado allí el 27 de noviembre en la parroquia de Notre-Dame. Sus padres fueron Robin Gravé, señor de Lens, y Guyonne Arthur. Poco se sabe de sus primeros años, que se habría casado en Saint-Malo hacia 1585 con Christine Martin, con quien tuvo dos hijos, Robert y Jeanne, y que habría portado armas antes de convertirse en comerciante, conocido por haber negociado pieles en la Nueva Francia (de creer a los comerciantes de Saint-Malo, habría comenzado a frecuentar el golfo y el río San Lorenzo tal vez desde 1580, aunque con seguridad solo antes de 1599).

### Comercio con Nueva Francia
Ya era un comerciante de pieles instalado en Saint-Malo cuando dejó el lugar en 1600 para establecerse en Honfleur, como navegante para unirse a Pierre Chauvin de Tonnetuit en la recolección de pieles. Por iniciativa de Gravé, en 1599 Chauvin solicitó y obtuvo del rey Enrique IV el monopolio del comercio de pieles en Nueva Francia, por un periodo de diez años, a cambio de establecer allí una colonia. (Sin embargo, tras la protesta de La Roche de Mesgouez,, que tenía una concesión similar, Enrique IV concedió nueva comisión el 15 de enero de 1600, que le reconocía sólo «ser uno de los lugartenientes» de La Roche.) A principios de la primavera de ese año 1600, Chauvin y Gravé partieron de Honfleur con los cuatro barcos del primero (Don-de-Dieu, Espérance, Bon-Espoir y Saint-Jean) y algunos colonos. Entraron en el estuario del San Lorenzo y remontaron el río y en contra del criterio de Gravé, que hubiera querido ir más lejos río arriba, Chauvin eligió para fundar la colonia y puesto comercial, Tadoussac.
Estratégicamente situado en el cruce del río Saguenay y del San Lorenzo, por allí pasaban las rutas comerciales indias al interior y tenía un buen puerto. Tadoussac había sido durante mucho tiempo lugar de verano montañés para el trueque, y durante medio siglo, un centro del comercio de pieles y de pesca para los europeos. Pero con las armas que recibieron, los montañeses habían desalojado a los iroqueses de la región, aunque pronto iban a recibir incursiones de venganza que Tadoussac iba a sufrir; y como aliados de los montañeses —y también pronto de los algonquinos y hurones, pueblos todos enemigos de los iroqueses—, también los franceses y su comercio de pieles durante muchos años. Además, la zona estaba mal equipada para la colonia debido tanto al terreno accidentado, como a los suelos pobres y al duro invierno en que «el frío es demasiado grande». Tras construir un edificio de 25 por 5 m, rodearon la colonia con una empalizada de adobe y una zanja. Después de asentados los colonos, los monopolistas dedicaron sus energías a la trata de peletería hasta el otoño, cuando embarcaron de regreso a Francia con un cargamento de castor y otras pieles. En Tadoussac dejaron 16 hombres para enfrentar el invierno boreal desconocido; sólo 5 sobrevivieron, y debíeron sus vidas a la hospitalidad india. Al año siguiente volvió un único barco, el Espérance, que regresó a Francia con los supervivientes sin dejar a nadie allá. En abril de 1602, Chauvin mandó otra expedición con sólo dos barcos, el Don-de-Dieu y el  Espérance, y casi con toda seguridad sin colonizadores. Después de un verano de operaciones en la región de Tadoussac, regresaron en octubre de 1602. Si el número de embarcaciones empleadas es una indicación, Chauvin no había ganado mucho con su privilegio. 
Se piensa que Gravé habría capitaneado las expediciones de Chauvin esos años, aunque no se sabe con certeza. Haciendo casi todos los años la travesía a la Nueva Francia (hoy Canadá), Gravé ejercerá casi hasta su muerte esos oficios de navegante (capitán de marina) y comerciante, trabajando para diferentes compañías: las del comandante Aymar de Chaste, la de Pierre Dugua de Mons y la de Guillaume de Caen (un hermano de Émery de Caen). Cada verano, desde por lo menos 1598, Gravé realizó tratos para comerciar pieles con los nativos en Tadoussac y abarcó casi hasta Trois Rivières.
La patente de Chauvin se oponía a que otros comerciantes participasen en ese comercio desde puertos franceses. Enrique IV, al ver que Chauvin después de tres veranos no había establecido ninguna colonia, se propuso ampliar el monopolio a otros comerciantes de Rouen y Saint-Malo, siempre que se hicieron cargo de las obligaciones. Esto no logró acallar el clamor por el libre comercio y el rey convocó una comisión de investigación, el 28 de diciembre de 1602, para que se reuniese en Rouen, en el plazo de un mes. Allí los comisarios (uno de los cuales era el gobernador de Dieppe, Aymar de Chaste) recibieron delegados de los comerciantes de Rouen y Saint-Malo, y al propio Chauvin, para discutir y arbitrar el monopolio y sus términos de colonización. Se llegó a un acuerdo para que continuasen con él Casto y Chauvin, pero antes de que los barcos pudieran salir en otro viaje, Chauvin murió. El monopolio pasó entonces a una compañía de ricos negociantes que encabezaba Casto que, esa misma primavera, el 15 de marzo de 1603, envió tres barcos —La Bonne Renommée [La Buena Reputación], La Françoise y otro cuyo nombre no se conserva—a la Nueva Francia que partieron nuevamente de Honfleur y llevaban como piloto a Gravé.

### En compañía de Champlain

Expediciones y asentamientos de Pierre Du Gua y Champlain en Acadia, cuya expedición capitaneó Gravé.

En 1603 regresó Gravé a Tadoussac con dos indios montañeses que habían vivido en Francia durante el último año, y acompañado por un nuevo observador, Samuel de Champlain, joven marino, soldado, explorador, cartógrafo y artista.  que no tenía ningún nombramiento oficial en ese viaje ni cometido, más que elaborar un informe para el rey y dibujar con precisión un mapa de «la Grande Rivière de Canadas» (río San Lorenzo), desde su embocadura hasta el «Grand Sault Saint-Louis». Gravé y Champlain establecieron en la travesía una sólida amistad de por vida, educando Gravé a Champlain sobre la navegación en América del Norte y en particular en el río San Lorenzo e instruyéndole en el trato con los nativos de allí.
El 24 de mayo la flota ancló en Tadoussac. El 27 de mayo, Champlain y Gravé atravesaron en barco la desembocadura del río Saguenay y descendieron en la «Pointe aux Alouettes». Rindieron también visita a los jefes montagnais Begourat y Anadabijou, que acampaban cerca. Este último les dio la bienvenida celebrando una gran fiesta, en medio de un centenar de guerreros. El consejo se reunió, y uno de los que había regresado de Francia, habló extensamente del país que había visitado, contándoles la entrevista que había mantenido con el rey Enrique IV, el rey de los franceses que les deseaba lo mejor y que quería poblar sus tierras.
Champlain y Gravé participaron en el ritual del calumet y aspiraron grandes bocanadas de humo de tabaco. Este primer acuerdo marcó toda la política indiana francesa del siguiente siglo, incluyendo la participación francesa en las guerras contra los iroqueses, entonces enemigos de los montagnais y de otras naciones que frecuentaban el río. El encuentro finalizó y los franceses abandonaron el lugar el 18 de junio en dirección aguas arriba. Ese verano, Gravé acompañado de Champlain, realizó una completa expedición de las riberas del gran río de Canadá, siguiendo los pasos de Jacques Cartier dado que querían llegar al lugar que llamó Ochelaga y que no había logrado franquear el 2 de octubre de 1535.: 670  Champlain más tarde describió el lugar como el «Grand Sault saint Louis» (los rápidos de Lachine y describió las fuertes corrientes que hacían que fuese difícil la navegación en sus canoas,: 103  y que les obligó a completar su viaje por tierra.: 104  Demasiado ansiosos por llegar a ese «grand sault», que esperaban franquear, ni Gravé ni Champlain se dieron cuenta de dos importantes lugares estratégicos, dónde más tarde se establecerán puestos de comercio y que serán los futuros asentamientos de Quebec y Trois Rivieres.
Después del viaje de exploración, reanudaron el comercio de pieles. Tras su regreso a Francia acompañados de algunos nativos —llegaron a Honfleur el 20 de septiembre— Champlain presentó su informe al rey y publicó un relato de la expedición, titulado Des Sauvages: ou voyage de Samuel Champlain, de Brouages, faite en la France nouvelle l'an 1603 (relation de son séjour dans un campement estival de Montagnais à Tadoussac, puis de son parcours sur les traces de Jacques Cartier),: Tome II (1603)  con dibujos y mapas, uno de ellos del río San Lorenzo. Incluido en su relato están las reuniones en Tadoussac con Begourat, el jefe montagnais, en las que se establecieron las relaciones positivas entre los franceses y los muchos montagnais  allí reunidos, además de con algunos algonquinos amigos.

### Al servicio de Dugua de Mons
En 1604, Gravé entró al servicio de Pierre Dugua, sieur de Mons, que también participaba como socio en el monopolio del comercio de pieles de Acadia a cambio de establecer allí una colonia. Gravé le acompañó, junto con Champlain y 79 hombres, sin mujeres ni niños, en la travesía y posterior exploración de la bahía de Fundy para encontrar el luagar adecuado para el asentamiento. Dugua de Mons decidió quedarse en una isla en el río Sainte-Croix, en el ribera occidental de la bahía de Fundy. Pensaban que la zona ofrecía protección contra invasores. Gravé y Jean de Biencourt de Poutrincourt navegaron de regreso a Francia antes del invierno. Gravé regresó a St. Croix en junio del año siguiente, 1605, con 2 naves, más hombres y suministros. Pasaron 6 semanas explorando la costa (hasta el fondo de Cape Cod) para encontrar un lugar mejor para asentarse. Eligieron un lugar en el lado norte, isla Goat, que se convirtió en Port-Royal. Construyeron estructuras en Port Royal utilizando los materiales de los edificios que habían construido en la Isla Santa Cruz. Asumió el mando de esta pequeña compañía establecida en Port-Royal, después del retorno a Francia de Dugua de Mons en 1605.
En la primavera de 1608, zarparon de Francia dos barcos: el Lévier partió el 5 de abril, al mando de Gravé que también iba a cargo de la expedición; el Don de Dieu, al mando de Champlain, partió el 13 de abril. El 3 de junio Champlain llegó a Tadoussac (el único puesto de comercio interior que era utilizado por todos los grandes países europeos) en la orilla norte del río San Lorenzo, sólo para descubrir que Gravé había tratado inmediatamente de imponer su monopolio comercial y que varios capitanes vascos y españoles, pese a que tenían prohibido comerciar, habían respondido con mosquetes y cañones. Gravé había resultado gravemente herido. Champlain logró negociar una tregua con los demás operadores y Gravé accedió a compartir el comercio con los montañeses.
Muy próximo a Samuel de Champlain, fue para él durante muchos años un gran seguro como capitán aprovisionador y, desde 1608, también lo auxilió en la fundación de la ciudad de Quebec. Todavía estaba con Champlain en la toma de Quebec en 1629. Esta iba a ser su última estancia en Canadá: tenía entonces, con 69 años, grandes problemas de salud, padeciendo mucho, en especial con la gota.

## Reconocimientos
- La localidad de Pontgravé o Haut-Rivière-du-Portage, al noreste de Nueva Brunswick, fue nombrada en su honor.[12]
- Un cantón de Quebec fue nombrado «Pont-Gravé» el 7 de febrero de 1894.
- En la provincia de Quebec, hay una calle Pontgravé en varias ciudades: Quebec (en el barrio de Limoilou), Saint-Bruno-de-Montarville,  ... o una calle François-Gravé en Boucherville, ...